# Arztphobie
Als Arztphobie (auch Iatrophobie genannt) versteht man die langanhaltende Angst vor Ärzten. Sie gehört zu den phobischen Störungen und führt zu einer Vermeidung oder Hinauszögern des Arztbesuches. Da es keine Einzeldiagnose für eine Arztphobie gibt, richtet sich die Diagnose an der Feststellung einer spezifischen phobischen Störung (F40.2 nach ICD-10).

## Abgrenzung
Die Arztphobie gibt es in unterschiedlichen medizinischen Gebieten. Sie kann situationsbedingt, ortsbedingt oder personbedingt sein. Bei einer allgemeinen Angst vor Krankenhäusern und Kliniken wird auch von Klinikangst gesprochen.
Differenzialdiagnostisch müssen Phobien vor einer Erkrankung (Nosophobie) oder vor spezifischen Krankheiten (z. B. die Cardiophobie bei Herzerkrankungen oder die Kanzerophobie bei Krebs) von der Arztphobie unterschieden werden. Die Angst vor Ärzten kann aufgrund von allgemeinen sozialen oder spezifischen Ängsten (z. B. Klaustrophobie oder Berührungsangst) auftreten. Diese Phobien sind damit nicht nur an den Arztbesuch gebunden und damit keine eigenständige Arztphobie. Ängste, die im Alltag selten auftreten, wie die Angst vor Blut, können beim Arzt in Erscheinung treten. Nicht jede Angst vor dem Arztbesuch ist als krankhaft nach ICD 40.2 einzustufen.

## Ursachen der Angst
Die Angst vor Ärzten kann verschiedene Gründe haben. Häufige Gründe sind unter anderem:
- die Angst vor negativen direkten Auswirkungen einer ärztlichen Untersuchung wie z. B. Schmerzen (siehe auch Algophobie).
- die Annahme, eventuell an einer ernsthaften Erkrankung zu leiden und damit die Angst vor einer bestätigenden Diagnose. Informationen aus dem Internet und häufig damit einhergehende Fehlbeurteilungen können verstärkend wirken (Cyberchondrie).
- die Angst vor negativen Folgen einer Behandlung (z. B. Unverträglichkeiten, Nebenwirkungen, Amputation, Komplikationsrisiko oder Restrisiko).
- spezifische Ängste wie die Angst vor Blut (Hämatophobie), die Angst vor spitzen Gegenständen wie Spritzen (Aichmophobie) oder die Angst vor mangelnder Hygiene und der Ansteckungsgefahr von weiteren Krankheiten (Mysophobie).
- Angst vor finanziellen oder bürokratischen Hindernissen, z. B. dass die Kosten von der Krankenkasse nicht übernommen werden.
- Schamgefühl, z. B. durch Nacktheit (Gymnophobie), abstoßende Symptomatik, Behandlung durch das andere Geschlecht (Gynophobie, Androphobie).
- Angst vor Kontrollverlust, z. B. durch eine Narkose, eine Ohnmacht.
- Traumatisierung durch (invasive) medizinische Eingriffe
- kulturelle, ethische oder religiöse Ängste in Kulturen die bestimmte ärztliche Methoden ablehnen. Ein Arztbesuch kann zu  Stigmatisierung oder Ausgrenzung führen (z. B. Psychiatrie, Psychotherapie)
- Wissenschaftsleugnung die zu einer Gegnerschaft gegenüber Behandlungen führt, z. B. Impfgegnerschaft.[5]

Negative Vorerfahrungen aus den eigenen Arztbesuchen oder entsprechend negativen Berichten können die Arztphobie bestärken. Oft liegen den Ängsten verzerrte Erinnerungen zugrunde, so dass sich diese Ängste oft als überhöht erweisen. Eine verzerrte Erinnerung kann z. B. durch eine stärker ausgeprägte Schmerzwahrnehmung im Kindesalter auftreten.

## Gefahren und Risiken
Dadurch, dass der Kontakt mit dem Arzt vermieden (Vermeidungsverhalten) oder hinaus gezögert wird (Prokrastination), kommt es zu keiner oder einer verspäteten Diagnose oder Therapie. Die Krankheit bleibt mit eventuellen Ansteckungsgefahren und Risiken bestehen oder verschlimmert sich sogar. Je nach Krankheit kann so auch ein schwieriger zu behandelndes Stadium erreicht werden. In Extremfällen können irreversible Schäden entstehen. Der körperliche und seelische Leidensdruck steigt bei dem Patienten.
Durch die Arztphobie können wie auch bei anderen Phobien psychosomatische Beschwerden und Panikattacken auftreten. Der damit verbundene Anstieg des Blutdrucks bei Arztkontakt ist als „Weißkittelhypertonie“ bekannt. Eine Überblicksstudie zeigte eine höhere Sterblichkeit und ein höheres Risiko für Herzkreislaufkomplikationen bei dieser Patientengruppe.

## Vorbeugung und Maßnahmen zur Angstreduzierung während des Arztbesuches
Patienten haben die Möglichkeit Entspannungstechniken anzuwenden und mit dem Praxispersonal oder dem Arzt über ihre Angst zu reden, damit darauf besser eingegangen werden kann. Ärzte können durch die Anamnese oder die Messung eines Bluthochdrucks nach organischer Ausschließung gezielter auf Patienten mit Ängsten eingehen.
Da besonders Kinder und Jugendliche aufgrund einer entfremdeten und bedrohlich wirkenden Situation an Arztangst leiden, ist es Aufgabe der Pädiatrie Kindern und Jugendlichen mit mehr Feingefühl und Empathie zu begegnen.
Durch eine Hypnose oder Narkose können Ängste verringert werden. Auch kann die Unterstützung durch Familie und Freunde hilfreich bei der Angstbewältigung sein. Mithilfe einer Videobrille, die der Patient während der Behandlung aufsetzt, kann versucht werden die Angst durch die äußere Wahrnehmung zu isolieren und den Patienten durch den Medieninhalt abzulenken.

## Behandlung
Wie auch andere phobische Störungen, kann die Arztphobie mithilfe einer Psychotherapie oder Psychopharmaka behandelt werden.

## Prävalenz und Statistik
Ca. 20 % der Patienten haben einen höheren Blutdruck durch die Angst vorm Arzt („Weißkittelblutdruck“, Weißkittelhypertonie). Etwa 20 % der Deutschen haben Angst vor Zahnärzten. Mehr als jeder Zehnte vermeidet den Besuch beim Zahnarzt aus Angst. Viele Patienten haben Angst vor Untersuchungen und Eingriffen aus den Bereichen Gynäkologie, Urologie, Chirurgie, Neurologie, Innere Medizin und Psychiatrie. Besonders Männer neigen dazu, Symptome zu bagatellisieren und eine Untersuchung oder Vorsorgeuntersuchung hinauszuzögern. Laut einer Erhebung des Berufsverbandes der Allgemeinärzte leiden rund zwei Millionen Menschen in Deutschland unter der Iatrophobie.

## Besonderheiten in einzelnen medizinischen Fachgebieten

### Zahnmedizin
Die Angst vor Zahnärzten wird auch als Dentophobie oder Odontophobie bezeichnet. Das Hinauszögern einer Behandlung begünstigt die Ausbreitung von Zahnkaries. Statt eines Besuchs wird auf Schmerz- und Beruhigungsmittel zurückgegriffen. Der Psychoanalytiker Sigmund Freud verglich die Angst vor dem Zahnverlust in seiner Traumdeutung mit der Kastrationsangst.
Die Zahnbehandlungsphobie ist als psychische Krankheit anerkannt (ICD-10 GM 2006 F40.2), deshalb übernehmen die Krankenkassen die Kosten für eine Psychotherapie bei einem Vertragspsychotherapeuten oder Vertragsarzt mit entsprechender Zusatzausbildung. Ein Zahnarzt darf nur bei gleichzeitiger Approbation als entsprechend ausgebildeter Arzt psychotherapeutischen Leistungen zu Lasten der Krankenkassen erbringen. Die Angst vor Zahnärzten konnte nach einer Untersuchung durch eine Verhaltenstherapie bei rund 80 % der Patienten in Deutschland behandelt werden.

### Veterinärmedizin
Auch Tiere leiden häufig durch die ungewohnte und bedrohliche wirkende Umgebung beim Tierarzt an Angst und Panik. Ihre Angst kann sich unter anderem durch Einschüchterung, Fluchtversuche, Kratzen mit den Pfoten, Wedeln mit dem Schwanz (bei Katzen) und Geschrei äußern. Da Tiere aus Angst versuchen könnten zu flüchten oder sich zu wehren und so einen Personen- und/oder Sachschaden erreichen würden, ist es Aufgabe der Veterinärmedizin das Tier zu beruhigen, gegebenenfalls zu fixieren und eventuell unter Narkose zu setzen.

### Klinikangst
Nach einer Forsa-Umfrage haben 32 % der Frauen und 25 % der Männer Angst vor einem Aufenthalt im Krankenhaus. 81 % der Ängste sind dabei auf die Angst vor Ansteckung durch Keime zurückzuführen (Mysophobie). Außerdem können Ängste über Komplikationen bei einer aufwendigen Operation auftreten. Jeder dritte Betroffene sorgt sich um Medikamentenunverträglichkeit und Nebenwirkungen.